# Елвис Таионе
Елвис Таионе (енгл. Elvis Taione; 25. мај 1983) професионални је рагбиста и репрезентативац Тонге, који тренутно игра за премијерлигаша Ексетер Чифсе. Висок 180 цм, тежак 112 кг, игра на позицији талонера. Пре доласка у Ексетер играо је за Варатасе и Вестерн Форс. За репрезентацију Тонге до сада је одиграо 21 тест меч.